# IC 4829
IC 4829 је спирална галаксија у сазвјежђу Телескоп која се налази на листи објеката дубоког неба у Индекс каталогу.
Деклинација објекта је - 56° 32' 24" а ректасцензија 19h 12m 33,7s. Привидна величина (магнитуда) објекта IC 4829 износи 13,9 а фотографска магнитуда 14,7. IC 4829 је још познат и под ознакама ESO 184-31, PGC 62902.